# Korean Amateur Radio League
Die Korean Amateur Radio League (KARL), deutsch „Koreanischer Amateurfunkverband“, ist die nationale Vereinigung der Funkamateure in Südkorea.

## Geschichte
Die KARL wurde am 20. April 1955 im Rahmen einer konstituierenden Versammlung der Funkbegeisterten des Landes gegründet und am 1. November desselben Jahres erschien zum ersten Mal die Verbandszeitschrift, das KARL-Magazin. Der erste genehmigte Funksender des Verbands erhielt das Amateurfunkrufzeichen HL2AA.
Die KARL unterstützt ihre Mitglieder bei der Ausübung ihrer Freizeitbeschäftigung durch Schulungen und Seminare. Sie organisiert und veranstaltet Amateurfunkwettbewerbe (Contests) und vergibt spezielle Amateurfunkdiplome (Awards). Ihr Hauptsitz befindet sich in Yongin, etwa 40 km südlich der Hauptstadt Seoul.
Die KARL ist Mitglied in der International Amateur Radio Union (IARU Region 3), der internationalen Vereinigung von Amateurfunkverbänden, und vertritt dort die Interessen der Funkamateure des Landes.